# Klasztor w Głębowicach
Klasztor w Głębowicach – zabytkowy klasztor w zespole klasztornym karmelitów w Głębowicach.

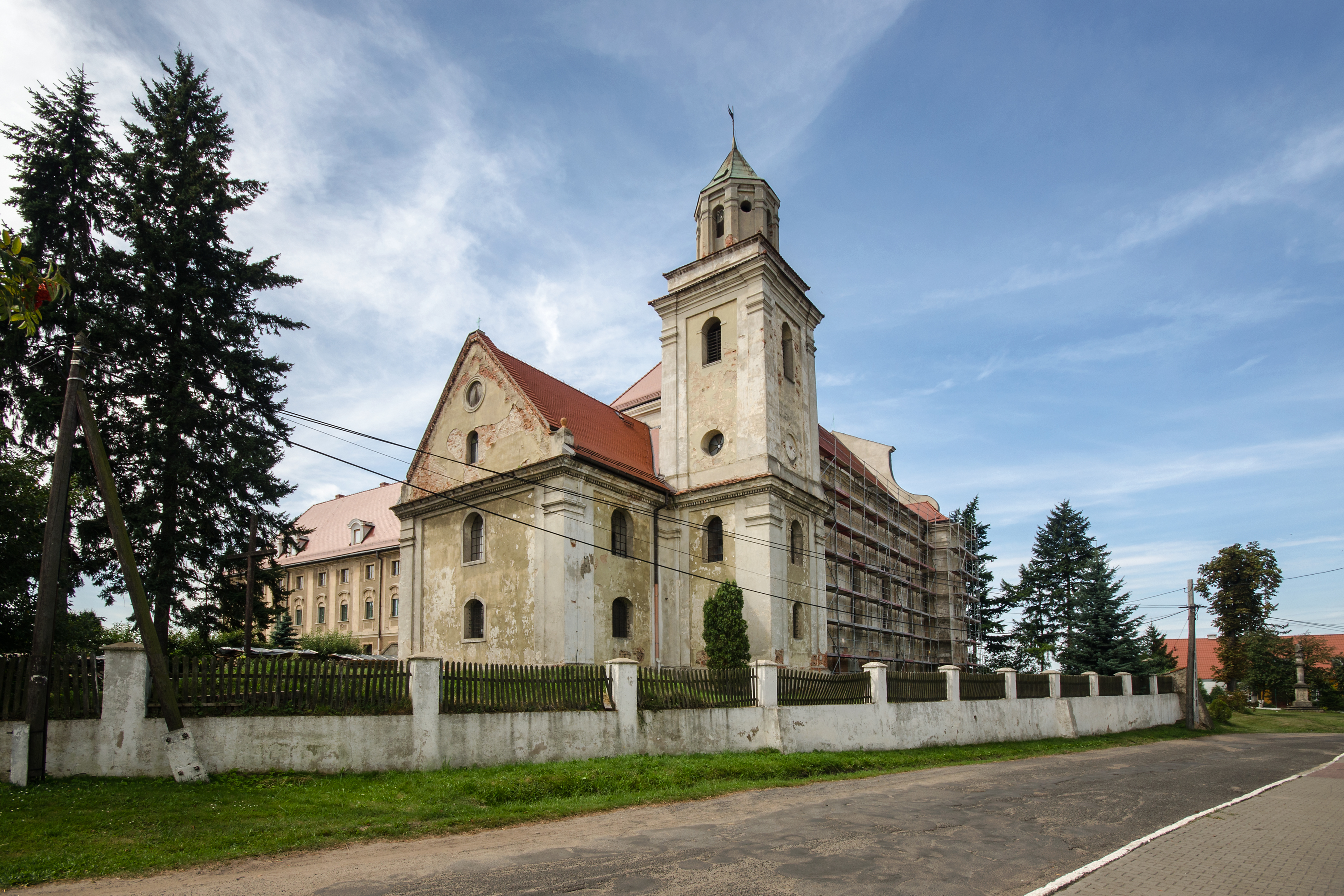
Kościół pw. NMP z Góry Karmel w Głębowicach (w remoncie)

## Historia
Kościół parafialny św. Eliasza Proroka, był wzmiankowany w 1598 r. Obecny klasztor wraz z kościołem klasztornym zakonu karmelitów trzewiczkowych został ufundowany w 1676 r. przez J. A. de Garniera, który zmarł cztery lata później i został pochowany w przyklasztornym kościele. Należące do niego majątki odziedziczył bratanek Leopold Heinrich junior baron von Garnier. Po bezpotomnej śmierci Leopolda Heinricha dobra przeszły na własność wrocławskiego zakonu jezuitów. Kościół klasztorny był spalony w 1743 r., odbudowany w latach 1746-1762 i restaurowany w 1960 r. Jednonawowy, z rzędami kaplic i nie wydzielonym prezbiterium, o wnętrzu nakrytym sklepieniami żaglastymi na gurtach spływających na przyścienne pilastry. Elewacje dzielone pilastrami na postumentach, najokazalsza zachodnia, zwieńczona wolutowym szczytem i trójkątnym tympanonem. Bogate i jednolite stylowo wyposażenie wnętrza, pochodzi z epoki baroku z poł. XVIII w.
Klasztor pozostawał siedzibą zakonu karmelitów do 1810 r., kiedy nastąpiła sekularyzacja dóbr zakonnych przez Królestwo Prus. Kościół klasztorny stał się siedzibą miejscowej parafii katolickiej, a budynek klasztorny przejęło państwo pruskie i został zamieniony na gorzelnię. 
Po II wojnie światowej gorzelnia nie wznowiła produkcji, a cały zespół klasztorny przejął PGR i Samopomoc Chłopska. Budynki uległy znacznej dewastacji, a większość wyposażenia rozgrabiono. W 1995 r. ks. kardynał Henryk Gulbinowicz wystąpił z inicjatywą odnowy klasztoru, delegując ks. Jarosława Olejnika do objęcia parafii w Głębowicach. Przy pomocy władz lokalnych w 1998 r. przekazano budynki byłego klasztoru na własność miejscowej parafii. Od tego czasu rozpoczął się remont kościoła (który otrzymał wezwanie NMP z Góry Karmel), plebanii, a w końcu klasztoru. Prace nad odbudową klasztoru trwały cztery lata i były dofinansowane ze środków Unii Europejskiej. Budynek byłego klasztoru będzie służył jako baza noclegowo-turystyczna przede wszystkim dla uczestników rekolekcji.